# Пенько, Томаш
То́маш Пе́нько (пол. Tomasz Pieńko; род. 5 января 2004, Вроцлав, Польша) — польский футболист, нападающий клуба «Заглембе» (Любин).

## Карьера
Воспитанник любинского «Заглембе». В июле 2021 года стал игроком основной команды. Дебютировал в Экстракласе 20 августа 2021 года в матче с «Вислой» (Плоцк), выйдя на замену вместо Эрика Даниэля. В Кубке Польши сыграл в матче первого круга с дублем «Шлёнска».